# Eensy-weensy モンスター
『eensy-weensy モンスター』（イィンシィ ウィンシィ モンスター）は、津田雅美による日本の少女漫画。『LaLa』（白泉社）において、2006年12月号から2007年11月号まで連載された。単行本は全2巻。作者の長期連載作品となった『彼氏彼女の事情』の次回作にあたる。
タイトルの『eensy-weensy』とは英語で「とても小さな」の意（幼児言葉）。心の内面に潜み、不意に現れる裏の感情を『モンスター』に準えている。
第1話が12月の話、第2話が翌年1月の話･･･第12話が11月の話と、各エピソードの時系列が『LaLa』への掲載年月と同期しており、当初から1年間（12話）完結のストーリーという構成で作られている。

## ストーリー
四つ葉高校1年の五月七花は至って平凡で、誰に対しても温厚なのが唯一取り柄のような女の子。しかし、同級生で女子に人気のナルシスト王子・常盤葉月だけは相性が悪く、言動全てがしゃくに障ってしまい、ある日ついに葉月へ罵詈雑言を浴びせてしまう。そんな自分に対して自己嫌悪する七花。
一方、生まれて初めて女の子から悪口雑言を受けた葉月は一時女性不信に陥る。しかし七花から指摘された点（軽薄さやナルシスト的性格）を反省し、改心して自己改革に乗り出す。その結果、二人は徐々に打ち解けていき、やがて葉月は七花への恋心を自覚する。

## 登場人物

### 主人公
五月七花 （さつき なのは）
主人公。ショートヘアで、とても小柄な女子。成績・容姿とも平凡で、運動神経いまいち。超人的な友人知人に囲まれている分、余計に目立たない。
無意識に暴走するタチの悪い『心の中のモンスター（潜在する裏の感情）』には自己嫌悪している。
色恋には疎く、鈍い。
常盤葉月 （ときわ はづき）
眉目秀麗、成績や運動神経も優秀な天才肌の男子。料理も上手。女の子からの愛称は「王子」。
当初はナルシストで外面重視な性格であり、女子からは大人気だが半分弄ばれ、男子からは嫉妬されていた。

### 同級生
竜崎のばら （りゅうざき のばら）
七花の同級生で幼馴染の親友。フランス人と日本人のハーフ。
容姿端麗で長身、他者に優しく男気もあり、同性の女子からも大人気。通称「四つ葉高校のオスカル」。クリスマスには山のようなプレゼントを貰っている。
御堂蓮花 （みどう れんげ）
七花の同級生で幼馴染の親友。通称「超秀才の佳人」。竜崎のばらとも親友。
容姿端麗で成績は学年トップ。風貌・言動とも極端に清楚かつ和風で、そのぶん親しまれにくいタイプ。

### 家族
五月雷人 （さつき らいと）
七花の兄で、妹とは異なり長身（185cm）。シスコンで、七花には騎士の如く付き添っており、兄妹仲も良好。七花のことは「なのたん」と呼んでいる。
男らしさも備えており、葉月からも憧れられている。
竜崎風人 （りゅうざき ふうと）
のばらの兄。のばらに勝るとも劣らない美形で美声。
父が蒸発中で家計が苦しいため、肉体労働のアルバイトに明け暮れている。
御堂水人 （みどう すいと）
蓮花の兄。風貌・言動とも蓮花に共通するものを醸し出している。
雷人・水人・風人はお互い「ライライ」「スイスイ」「フウフウ」と呼び合っている。
常盤羽鳥 （ときわ はどり）
葉月の姉。常盤の実家は岐阜だが、現在は弟と2人で東京に下宿している。
葉月と比較すれば地味顔。家では葉月を尻に敷いており、葉月へ悪態をついた七花を評価している。

## 書誌情報
津田雅美 『eensy-weensy モンスター』 白泉社〈花とゆめコミックス〉、全2巻
- 第1巻  2007年7月10日第1刷発行、ISBN 978-4-592-18371-6
- 第2巻  2008年1月10日第1刷発行、ISBN 978-4-592-18372-3